# Лопес, Хорхе
Хо́рхе Ло́пес Монта́нья (исп. Jorge López Montaña; 19 сентября 1978, Логроньо, Риоха, Испания) — испанский футболист, полузащитник.

## Биография
Начал заниматься футболом в школе «Логроньесa», клуба, который в середине девяностых балансировал на грани первого и второго дивизионов, а в год дебюта Хорхе (1997) окончательно вылетел в Сегунду. Вскоре Лопеса заметили скауты «Вильярреала», и он стал игроком «жёлтой субмарины». С новой командой, где Хорхе получил постоянную игровую практику, он вышел в Примеру, а в 2003 году Хорхе перебрался в «Валенсию» — один из грандов испанского футбола.
В составе «летучих мышей» Хорхе Лопес провёл удачный сезон, выиграв чемпионат Испании и Кубок УЕФА, но со сменой тренера в межсезонье (место Рафы Бенитеса занял Клаудио Раньери) Лопес потерял место в основе и был отдан в аренду «Мальорке». Летом 2007 года Лопес окончательно покинул «Валенсию» и стал игроком «Расинга». В этом клубе он задержался лишь на один сезон — летом 2008-го Хорхе принял предложение «Сарагосы», которая вылетела в Сегунду и в связи с этим потеряла многих лидеров (Аймар, Диего Милито). В сезоне 2008/09 Хорхе Лопес во второй раз за карьеру совершил «восхождение» в высшую лигу испанского чемпионата с командой «Сарагоса». В сезоне 2011/12 выступал за греческий ОФИ и в составе команды провёл 24 матча и забил 1 гол. Затем за бельгийский «Гент». Завершил карьеру в 2014 году в клубе «Кадис».

## Достижения
- Чемпион Испании: 2003/04
- Бронзовый призёр чемпионата Испании: 2005/06
- Обладатель Кубка УЕФА: 2003/04